# 鐵哥朮
鐵哥朮（13世纪—1299年），元朝大臣。高昌人，尚书达释之孙，野里朮的长子，世居五城，后迁徙居京师大都。
鐵哥朮沉鸷有才。他以畏兀儿文记录军务，被忽必烈赏识。至元年间，为棣州达鲁花赤，转任德安府达鲁花赤。讨平当地宋朝遗民蔡知府的反元起义。他在战斗中率兵先登，奋力克城。又制止屠城，不滥杀无辜。后来官至嘉议大夫、婺州路达鲁花赤。大德三年（1299年）卒。追赠江浙行省平章政事，追封云国公，谥简肃。

## 延伸阅读
[在维基数据编辑]
 《元史/卷135》，出自宋濂《元史》
 《新元史/卷136》，出自柯劭忞《新元史》